# Estadābād
Estadābād (persiska: استد آباد) är en ort i Iran.   Den ligger i provinsen Kermanshah, i den västra delen av landet, 400 km väster om huvudstaden Teheran. Estadābād ligger 1 268 meter över havet och antalet invånare är 104.
Terrängen runt Estadābād är kuperad åt sydost, men åt nordväst är den platt. Estadābād ligger nere i en dal.Runt Estadābād är det ganska tätbefolkat, med 199 invånare per kvadratkilometer. Närmaste större samhälle är Kahrār-e Soflá, 5,1 km väster om Estadābād. Omgivningarna runt Estadābād är i huvudsak ett öppet busklandskap.